# いまのキミはピカピカに光って
「いまのキミはピカピカに光って」（いまのキミはピカピカにひかって）は、1980年6月21日に斉藤哲夫がリリースしたシングルである。オリコン最高位9位のヒットとなった。宮崎美子が出演したミノルタのCMソングとして話題になり、その後サビ以外が制作されてレコード発売された。

## 解説
1980年に発売されたミノルタ（現コニカミノルタ）の普及型一眼レフカメラ「X-7」のテレビCMソングである。
CM用に企画された曲のため、当初はサビの部分の一節（いまのキミはピカピカに光って〜）だけだった。しかしCMに出演していた宮崎が社会現象的な人気を集めたことを受け、それに便乗する形でCMソングに歌詞とメロディーを付け加えてシングルレコード化されたという経緯がある。そのため当初CMで流れた音源と、シングル化された後の音源は別である（シングル化されて以降は、シングルの音源を元に再録音したもの）。EPレコードのジャケットも宮崎の写真が使われている。
作詞がコピーライターの糸井重里であるのも、この曲が元々糸井作の宣伝キャッチコピーを膨らませたものであるため。作曲はムーンライダーズの鈴木慶一。基本的に自作曲しか歌わないシンガーソングライターの斉藤哲夫が、他人が作ったCMソングを歌うことになったのは、古くからの友人である鈴木が強く推薦したからだと言われている。
シングル売上は20万枚を超えた。
『The・かぼちゃワイン』のヒロイン・朝丘夏実（通称エル）は、このCMに出演していた宮崎美子がモチーフになったとされている。

## 収録曲

### Side:A
1. いまのキミはピカピカに光って（3分32秒）
作詞：糸井重里、作曲・編曲：鈴木慶一

### Side:B
1. シングソング心のままを（3分36秒）
作詞・作曲：斉藤哲夫、編曲：後藤次利

## 収録アルバム
- PIKAPIKA（1980年）
- いつもミュージック（1980年）-　CD化された際のボーナストラックとして。

- 青春CMソング倶楽部40（2010年）
- SPINACH（2013年）-　セルフカバー
- 決定盤!!::CMの時代 ベスト（2014年）
- プラチナムベスト 斉藤哲夫 ライフタイム・コレクション（2015年）

## カバー
- 河口恭吾